# Waltersdorf
Waltersdorf è un comune di 152 abitanti della Turingia, in Germania.

Appartiene al circondario della Saale-Holzland (targa SHK) ed è parte della comunità amministrativa (Verwaltungsgemeinschaft) Hügelland/Täler.